# Nigel Owens
Nigel Owens est un arbitre professionnel de rugby à XV, né le 18 juin 1971 dans le village de Mynyddcerrig, près de Llanelli. Sa langue maternelle est le gallois.

## Carrière
Nigel Owens devient professionnel en 2001. Il fait ses débuts en tests internationaux en 2005 à l'occasion d'une rencontre entre l'Irlande et le Japon à Osaka. Son premier match du Tournoi des Six Nations fut Angleterre-Italie le 10 février 2007.
Nigel Owens a officié lors du Tri-nations pour la première fois le 21 juin 2007 à Auckland (Nouvelle-Zélande-Australie).
Il a fait ses débuts en phase finale de Coupe du monde le 11 septembre 2007 à Lyon (Argentine-Géorgie). Il a arbitré trois matchs de la compétition (Argentine-Géorgie, Écosse-Roumanie et Australie-Fidji) et il était le seul arbitre gallois à officier.
Il fait partie des dix arbitres retenus pour la Coupe du monde 2011 en Nouvelle-Zélande, officiant lors de Nouvelle-Zélande-Japon et Australie-États-Unis en poules, puis lors du quart de finale Nouvelle-Zélande-Argentine.

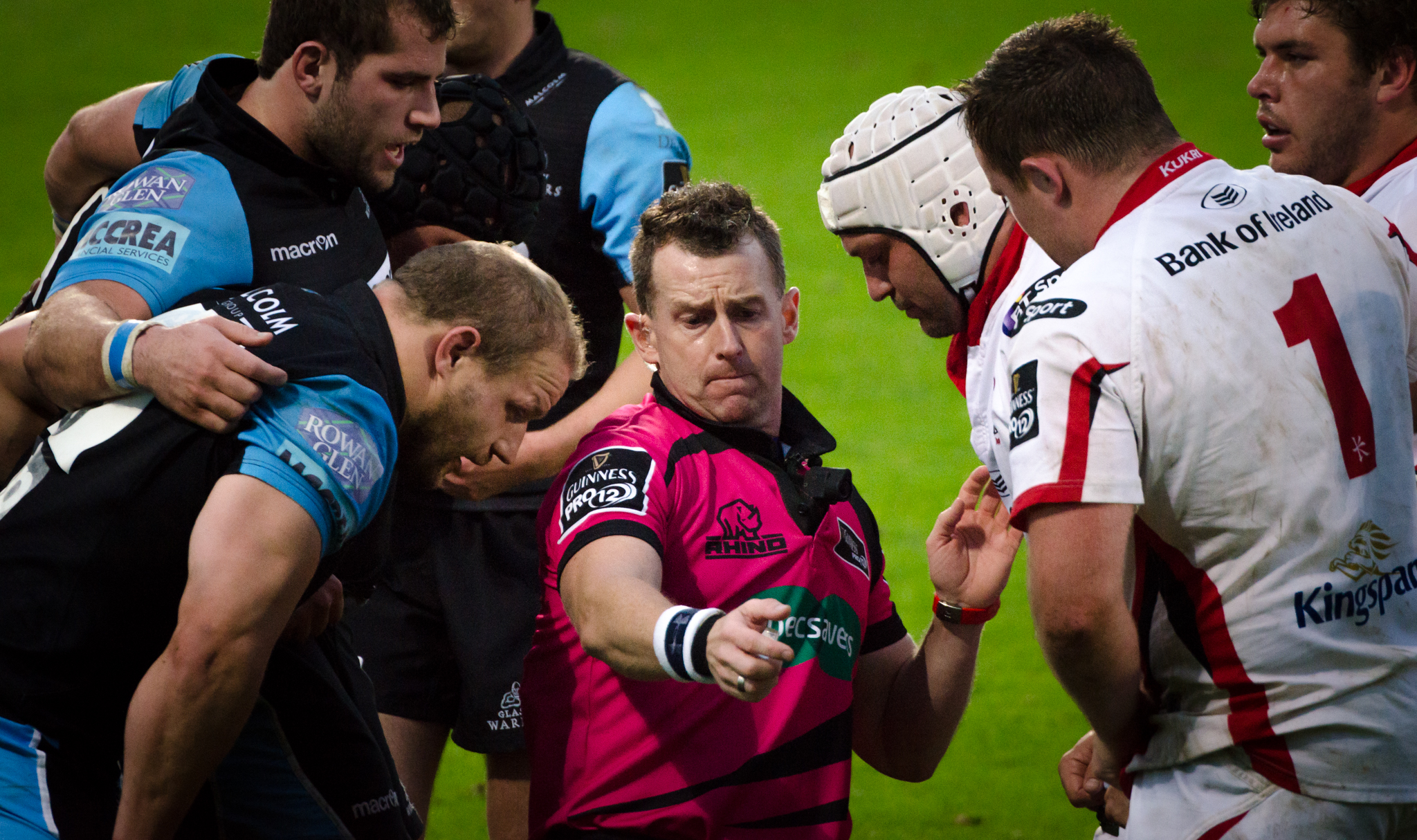
Nigel Owens en 2014.

Lors du Rugby championship 2013, il est salué après une performance remarquable lors du match entre l'Afrique du Sud et la Nouvelle-Zélande. Lui-même déclare qu'il s'agit du « plus beau match qu'il lui ait été donné d'arbitrer ».
À la fin du mois d'octobre 2013, Nigel Owens arbitre son centième match de Celtic League entre les Ospreys et les Dragons, ce qui fait de lui le premier arbitre à franchir ce cap. Il est également l'arbitre gallois le plus capé depuis juin 2013.
Il fait partie des douze arbitres retenus pour la Coupe du monde 2015 en Angleterre. Il est désigné pour arbitrer la finale opposant la Nouvelle-Zélande à l'Australie.
Il arbitrera son centième match de coupe d'Europe à l'occasion de la finale de l'édition 2017 de la Champions Cup opposant l'ASM Clermont aux Saracens.
En 2019, il est de nouveau sélectionné pour arbitrer des matchs de la Coupe du monde au Japon. Alors qu'il avait annoncé vouloir prendre sa retraite d'arbitre après la compétition, il revient ensuite sur sa décision et arbitre France-Angleterre, pour son 98e match international lors du Tournoi des Six Nations en 2020. 
Après avoir officié pour la finale de la Coupe d'Europe de rugby entre le Racing 92 et Exeter, il arbitre le 28 novembre 100e et dernier match international France - Italie, dans le cadre de la 3e journée de la Coupe d'automne des nations 2020 ; une rencontre jouée à huis clos, en raison de la pandémie de Covid-19. Il devient ainsi le premier arbitre de l'histoire à atteindre cette barre symbolique et reçoit un sifflet en or pour l'occasion. Il prend ensuite sa retraite internationale le 11 décembre afin de se consacrer exclusivement à des compétitions nationales (Pro14 et Welsh Premier Division - championnat gallois notamment).

## Vie privée
En mai 2007, il révèle son homosexualité lors d'une interview pour le journal Wales on Sunday. Il précise :
« It's such a big taboo to be gay in my line of work, I had to think very hard about it because I didn't want to jeopardise my career. Coming out was very difficult and I tried to live with who I really was for years. I knew I was 'different' from my late teens, but I was just living a lie. »
[Il est tellement tabou d'être gay dans mon milieu, j'ai dû réfléchir beaucoup parce que je ne voulais pas mettre en péril ma carrière. Faire mon coming out a été très difficile et j'ai essayé de vivre avec celui que j'étais vraiment pendant des années. Je savais que j'étais 'différent' depuis la fin de mon adolescence, mais je vivais juste dans le mensonge.]
Son autobiographie, Hanner Amser (Half Time), a été publiée en gallois en 2008, puis en anglais en 2009.